# Сан-Николас (муниципалитет Тамаулипаса)
Сан-Николас (исп. San Nicolás) — муниципалитет в Мексике, штат Тамаулипас с административным центром в одноимённом посёлке. Численность населения, по данным переписи 2010 года, составила 1031 человек.

## Общие сведения
Название San Nicolás дано в честь Святого Николая Толентинского.
Площадь муниципалитета равна 545 км², что составляет 0,68 % от общей площади штата, а наивысшая точка — 800 метров, расположена в поселении Карриситос.
Он граничит с другими муниципалитетами штата Тамаулипас: на севере с Бургосом, на востоке с Круильясом, и на юге и западе с Сан-Карлосом.

## Учреждение и состав
Муниципалитет был образован в 1884 году, в его состав входит 16 населённых пунктов, самые крупные из которых:
| Код INEGI | Населённый пункт                                                                           | Численность населения (2005 год) | Численность населения (2010 год) |
| --------- | ------------------------------------------------------------------------------------------ | -------------------------------- | -------------------------------- |
| 036       | Всего                                                                                      | 1044                             | 1031                             |
| 0007      | Флечадорес (исп. Flechadores) 24°31′20″ с. ш. 98°40′37″ з. д.                              | 278                              | 315                              |
| 0011      | Эль-Пальмар (исп. El Palmar) 24°43′33″ с. ш. 98°52′04″ з. д.                               | 206                              | 207                              |
| 0009      | Лас-Виргенес (Моктесума) (исп. Las Vírgenes (Moctezuma)) 24°44′07″ с. ш. 98°53′43″ з. д.   | 133                              | 131                              |
| 0010      | Лас-Виргенес (Лас-Норьяс) (исп. Las Vírgenes (Las Norias)) 24°43′49″ с. ш. 98°53′25″ з. д. | 100                              | 93                               |
| 0001      | Сан-Николас (исп. San Nicolás) 24°41′34″ с. ш. 98°49′43″ з. д.                             | 111                              | 87                               |

## Экономика
По статистическим данным 2000 года, работоспособное население занято по секторам экономики в следующих пропорциях: сельское хозяйство, скотоводство и рыбная ловля — 76,4 %, промышленность и строительство — 7,6 %, сфера обслуживания и туризма — 14,7 %, прочее — 1,3 %.

## Инфраструктура
По статистическим данным 2010 года, инфраструктура развита следующим образом:

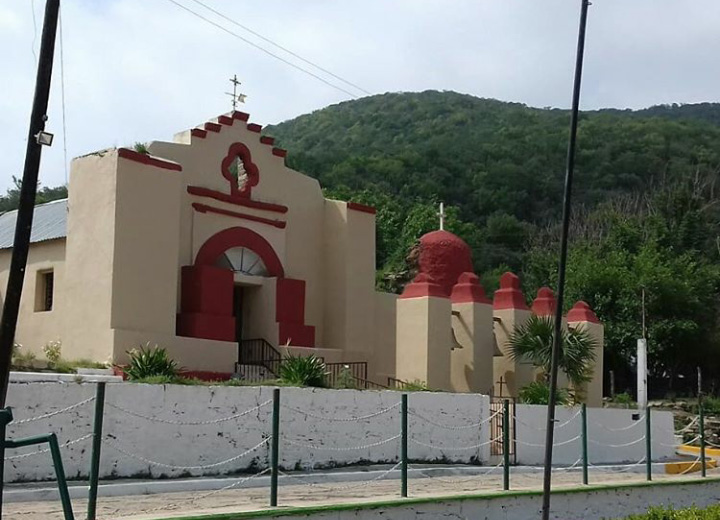
Церковь Святого Николаса

- электрификация: 77,3 %;
- водоснабжение: 35,7 %;
- водоотведение: 1,9 %.